# 埼玉県立日高高等学校
埼玉県立日高高等学校（さいたまけんりつ ひだかこうとうがっこう）は、埼玉県日高市旭ヶ丘に所在する公立の高等学校。通称は「日高高」（ひだこう）。

## 設置学科
- 普通科
  - 情報コース（情報科）

## 沿革
- 1974年 - 開校。
- 1975年 - 第一期工事「普通教室棟」竣工、開校記念日を5月2日とする。
- 1976年 - 第二期工事「特別教室棟」竣工。
- 1977年 - 第三期工事「管理棟」竣工・体育館竣工。
- 1981年 - 食堂・合宿棟竣工。
- 1983年 - 格技場竣工、創立10周年記念式を挙行する。
- 1989年 - 普通科情報コースを開設(普通コース289名・情報コース96名)、第一情報処理室(生物室)にはAppleのMacintoshを導入。第二情報処理室(理科講義室)にはNECのPC-98が、第三情報処理室(教科準備室を改造)には富士通のFM-TOWNSが設置。
- 1994年 - 創立20周年記念式を挙行する。
- 2003年 - 創立30周年記念式を日高アリーナにて挙行する。
- 2009年 - 体育館耐震補強工事完成、快適ハイスクール施設設備工事完成。
- 2010年 - 県教委より「生徒の善行表彰」事業の推進校に指定、飯能警察署より平成２２年度自転車マナーアップ推進校に指定、制服変更。
- 2013年 - 体育館全体改修及び武道場外部改修工事完成、快適ハイスクール施設整備工事完成。創立40周年記念式典挙行する。
- 2019年 - 女子の制服にスラックス導入。

## クラブ
運動部
- 陸上競技部
- 硬式野球部
- バスケットボール部
- 卓球部
- 剣道部
- サッカー部
- バレーボール部
- ソフトテニス部
- バドミントン部
- 硬式テニス部

文化部
- 科学部
- 吹奏楽部
- 家庭部
- コンピューター部
- 茶道部
- 軽音楽部
- 書道部
- イラスト部
- かるた部

廃部
- 弓道部
- 放送部

## 交通
- JR 川越線 武蔵高萩駅より徒歩約10分